# Meligethes pedicularius
Meligethes pedicularius är en skalbaggsart som först beskrevs av Leonard Gyllenhaal 1808.  Meligethes pedicularius ingår i släktet Meligethes, och familjen glansbaggar. Arten är reproducerande i Sverige.